# Khu vực than Rybnik
Khu vực than Rybnik (tiếng Ba Lan: Rybnicki Okręg Węglowy, ROW) là một khu vực công nghiệp ở miền nam Ba Lan. Nó nằm ở Silesian Voivodeship, trong một lưu vực giữa sông Vistula và Oder, nằm trên cao nguyên Rybnik (tiếng Ba Lan: Płaskowyż Rybnicki) giữa Katowice (Thượng đô Silesian) ở phía bắc và Ostrava ở phía tây nam. Một phần của khu vực đô thị Silesian có dân số 5.294.000 người  và khu vực đô thị Silesian có khoảng 7 triệu người. Theo mô tả khoa học của Paweł Swianiewicz và Urszula Klimska, khu vực này có 507.000 người, theo Mạng quan sát quy hoạch không gian châu Âu - 634.000 người (525.000  + 109.000  bởi Racibórz). Diện tích: khoảng 1.300   km².

## Những thành phố lớn
Các thành phố chính và liền kề (30.06.2009):
| Thành phố / thị trấn | Dân số  | Diện tích (km 2) | Mật độ (km 2) |
| -------------------- | ------- | ---------------- | ------------- |
| Rybnik               | 141.387 | 148,36           | 952,9         |
| Jastrzębie-Zdrój     | 93.455  | 88,62            | 1.054,5       |
| Żory                 | 61.982  | 64,59            | 959,6         |
| Racibórz             | 56.675  | 74,96            | 756,0         |
| Wodzisław ląski      | 49.386  | 49,62            | 995,2         |
| Rydułtowy            | 21.833  | 14,95            | 1.460,4       |
| Bán kính             | 17.673  | 12,53            | 1.410,4       |
| Pszów                | 13.753  | 20,42            | 673,5         |
| Toàn bộ              | 456,144 | 474,05           | 962,2         |

## Khu vực

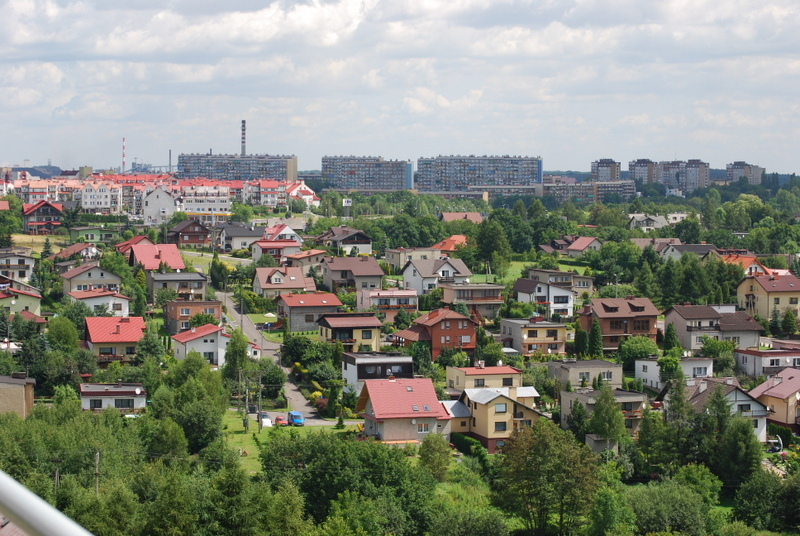
Wodzisław ląski

Hạt liền kề (powiat) và thống kê (30.06.2009):
| Hạt                        | Dân số  | Diện tích (km 2) | Mật độ (km 2) |
| -------------------------- | ------- | ---------------- | ------------- |
| Hạt Wodzisław              | 155,733 | 286,92           | 541,0         |
| Thành phố Rybnik           | 141,387 | 148,36           | 952,9         |
| Hạt Racibórz               | 110,557 | 543,98           | 204,9         |
| Thành phố Jastrzębie-Zdrój | 93,455  | 88,62            | 1.054,5       |
| Hạt Rybnik                 | 74,331  | 224,63           | 327,3         |
| thành phố-quận Cityory     | 61,982  | 64,59            | 959,6         |
| Toàn bộ                    | 637,445 | 1.357,1          | 469,4         |